# Podarcis siculus coeruleus

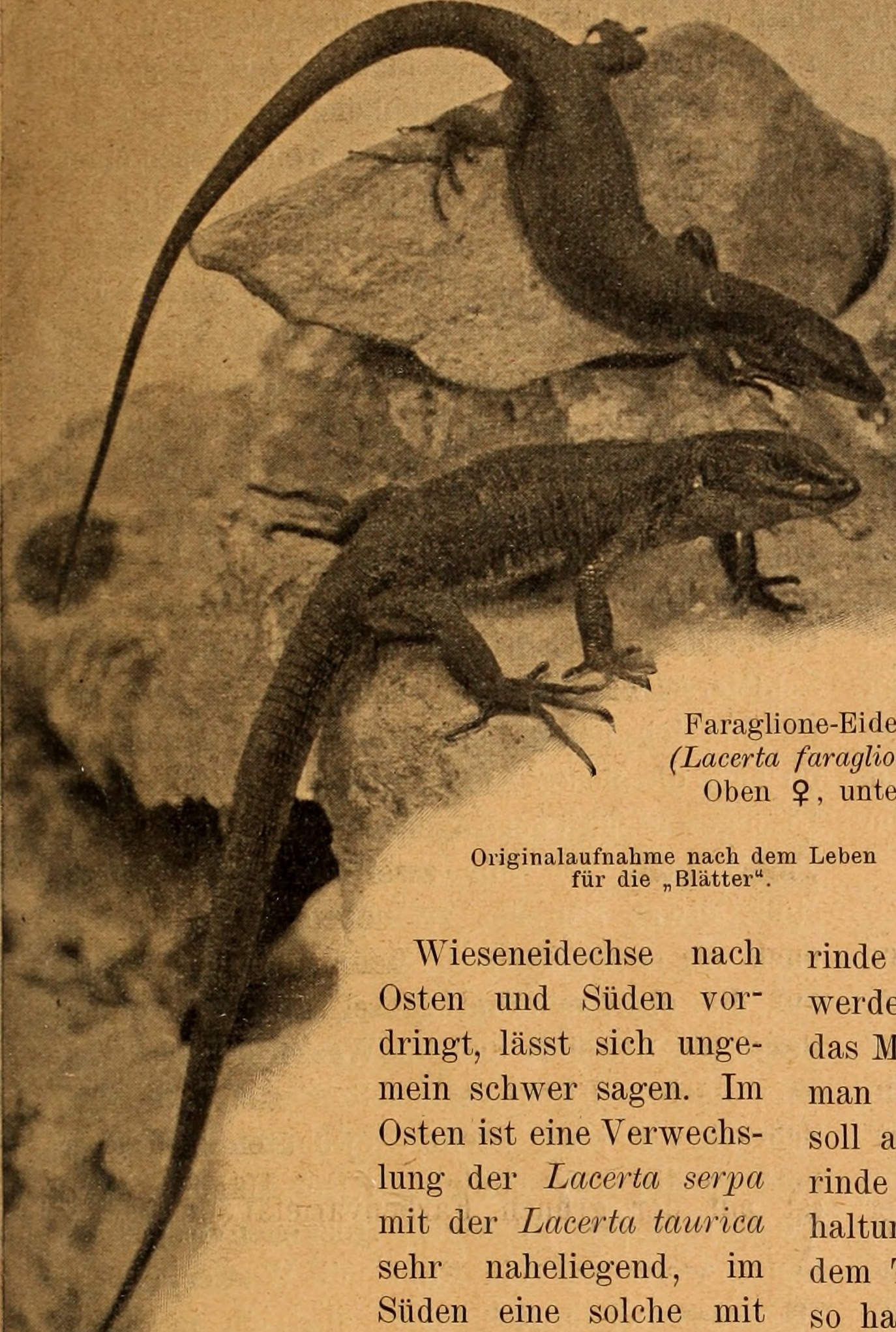
Historische Beschreibung als „Faraglione-Eidechse“

Podarcis siculus coeruleus ist eine von mehr als 60 beschriebenen Unterarten der Ruineneidechse. Wie sowohl der lateinische Namenszusatz „coeruleus“ (deutsch blau) als auch der italienische Name „Lucertola Azzurra“ (deutsch Blaue Eidechse) verdeutlichen, weist ihre Haut eine blaue Pigmentierung auf. Im deutschsprachigen Raum ist die Übersetzung des italienischen Namens nicht gebräuchlich, im Englischen, vor allem in englischsprachigen wissenschaftlichen Arbeiten, ist jedoch Blue Lizard üblich.

## Merkmale
Wie sämtliche Ruineneidechsen erreicht die Lucertola Azzurra eine Gesamtlänge von bis zu 25 cm und stimmt mit ihnen auch in den meisten übrigen Körpermerkmalen überein. Von allen anderen Unterarten, die eine grüne bis bräunliche Färbung aufweisen, unterscheidet sie sich allerdings durch ihre intensiv blaue Farbe und die Zahl der Schuppen in verschiedenen Körperregionen.

## Verbreitung
Die Lucertola Azzurra galt früher als endemisch auf den vier Faraglioni-Felsen vor der italienischen Mittelmeerinsel Capri, inzwischen sind jedoch auch Vorkommen auf den Faraglioni vor der Küste Siziliens bekannt. Als auf dem mittleren und dem äußeren Capri-Faraglione vorkommend beschrieben wurde die Unterart 1872 durch den deutschen Zoologen Theodor Eimer.
Da die beiden Vorkommen durch mehr als 200 km Wasserweg getrennt sind, hält die Wissenschaft die Ausbreitung von der einen zur anderen Felsengruppe für unwahrscheinlich und geht von zwei Parallelentwicklungen aus.

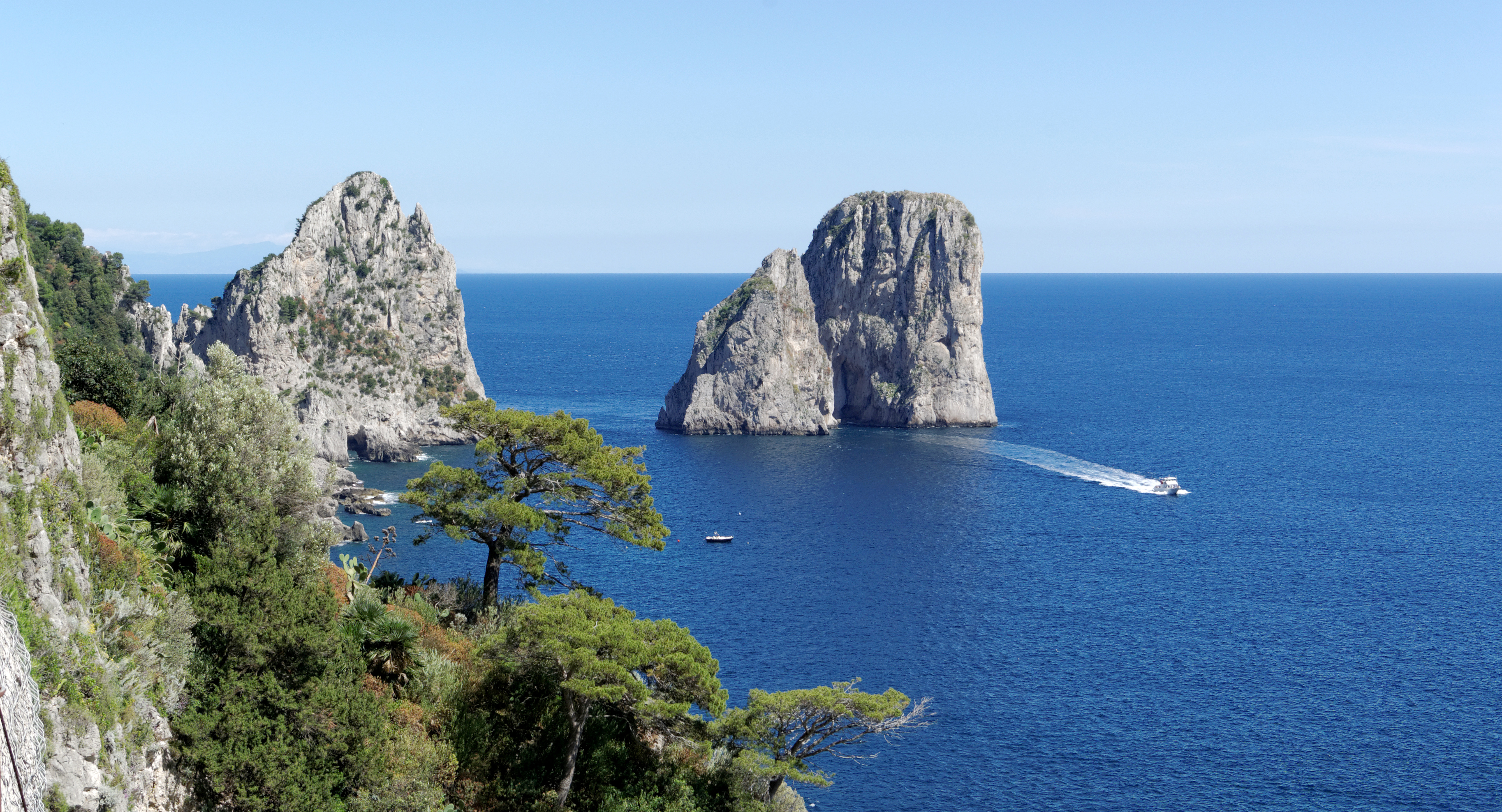
Faraglioni vor Capri
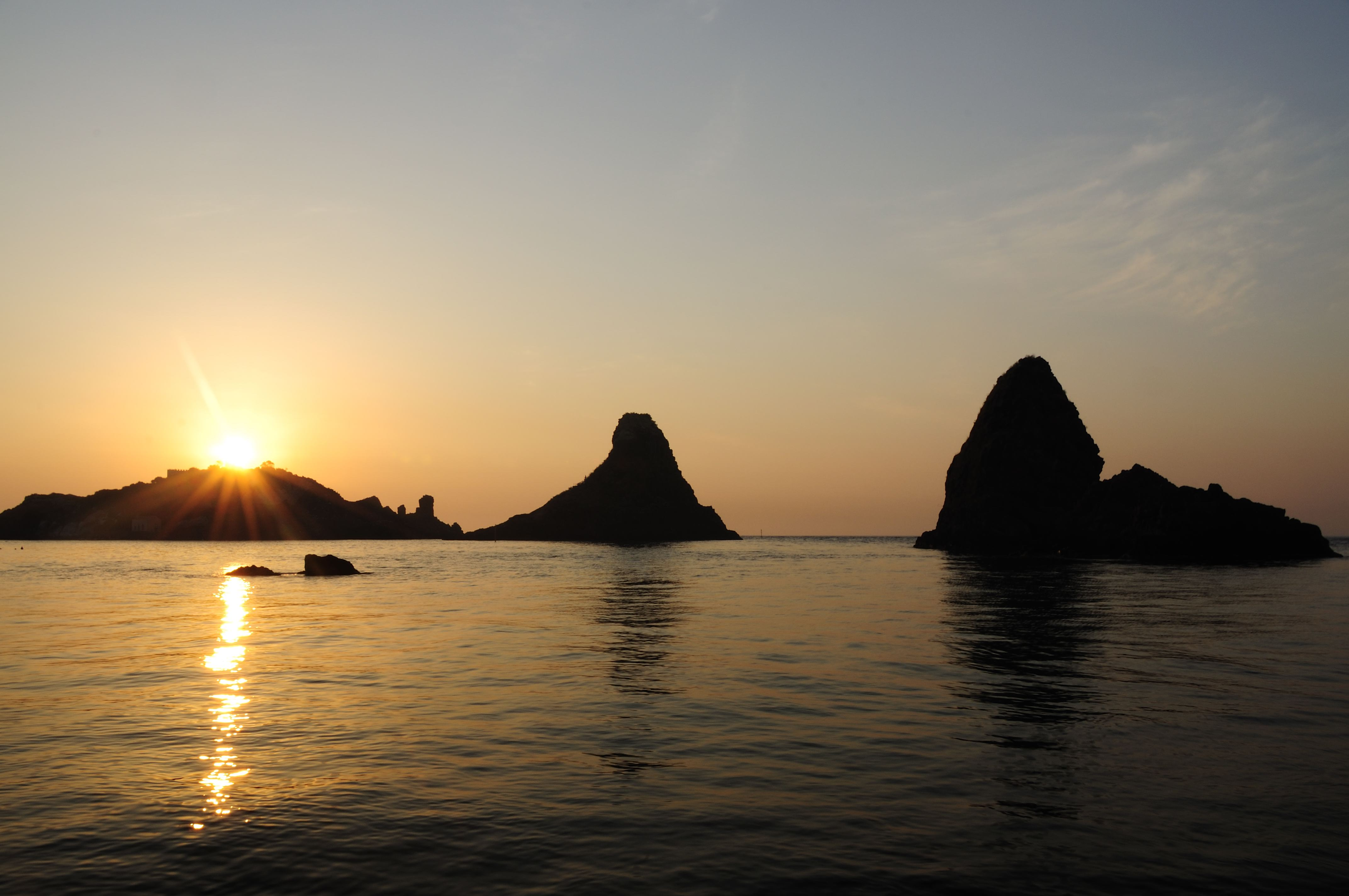
Faraglioni vor Sizilien

## Lebensraum
Die blaue Körperoberfläche wird als Anpassung an den felsigen Untergrund angesehen, auf dem es kaum grünen Bewuchs gibt. Die Blaufärbung dient der Tarnung gegen tierische Fressfeinde, bei denen es sich angesichts der von Wasser umgebenen Felsen in erster Linie um Greifvögel handelt, beispielsweise den Wanderfalken (Falco peregrinus).

## Evolution
Die blaue Färbung der Unterart ist keine Angepasstheit an die Umwelt, sondern eine Folge von Gendrift.